# Wapen van Nieuwerkerken

Het wapen van Nieuwerkerken.

Het wapen van Nieuwerkerken is het heraldisch wapen van de Limburgse gemeente Nieuwerkerken. Het wapen werd op 8 juli 1986 bij ministerieel besluit toegekend aan de fusiegemeente Nieuwerkerken.

## Geschiedenis
De na twee fusierondes ontstane fusiegemeente Nieuwerkerken vroeg en kreeg in 1986 een gemeentewapen waarin werd verwezen naar het complexe verleden van de verschillende deelgemeenten. Het gedeelde schild toont in het eerste deel de dwarsbalken van keel en goud van het graafschap Loon, waartoe Tichelrij, Schelfheide en (delen van) Nieuwerkerken, Binderveld, Kozen en Wijer behoorden, terwijl in de tweede helft een zittende Sint-Lambertus, de patroonheilige van het Luikse kapittel van Sint-Lambertus, werd opgenomen omdat het merendeel van Nieuwerkerken tot de heerlijkheid Attenhoven behoorde, dat een leen was van dit kapittel.

## Blazoenering
De huidige blazoenering luidt:
Gedeeld 1. gedwarsbalkt van tien stukken van goud en van keel 2. in keel een zittende Sint-Lambertus met zegenende rechterhand en houdende in de linkerhand een bisschopsstaf, het geheel van goud.— Ministerieel besluit van 8 juli 1986.

## Vergelijkbare wapens

Het wapen van Loon en alle afgeleide wapens daarvan.
Het wapen van Hamont.
Het wapen van Beringen (Loonse stad).
Het wapen van Bilzen (Loonse stad).
Het wapen van Borgloon (Loonse stad).
Het wapen van Bree (Loonse stad).
Het wapen van Dilsen-Stokkem (Stokkem = Loonse stad).
Het wapen van Genk.
Het wapen van Hamont-Achel (Loonse stad).
Het wapen van Hasselt (Loonse stad).
Het wapen van Herk-de-Stad (Loonse stad).
Het wapen van Kinrooi.
Het wapen van Maaseik (Loonse stad).
Het wapen van Peer (Loonse stad).
Het wapen van Zutendaal.